# デガシラバエ
デガシラバエ（出頭蠅）は、ハエ目（双翅目）デガシラバエ科 (Pyrgotidae) に属する昆虫の総称。世界に約330種が生息している比較的小さな分類群である。

## 分布
デガシラバエは世界中に分布しているが、これまでに記録されている約330種のうち3分の1の種はエチオピア区に生息している。他に、オセアニアでは17属73種、日本では5属9種が記録されている。

## 特徴
デガシラバエは捕食寄生性の種であり、幼虫は甲虫やハチ目（膜翅目）の昆虫に内部寄生しているとされているが、その生態はよくわかっていない。成虫は夜間に光に集まる習性があり、ライトトラップ等で容易に捕獲される。しかし中には、Prodalmannnia 属のように、昼間に訪花するのが観察される種もある。

## 分類
デガシラバエ科は、大きく3亜科 (Lochmostyliinae, Pyrgotinae, Toxurinae) に分けられることが多かったが、Lochmostyliinae亜科を独立した科 (Ctenostylidae) として扱い、Toxurinae 亜科を Pyrgotinae 亜科に含め、さらにPyrgotinae 亜科から Teretrurinae 亜科を独立させる、といった系統関係も主張されている。

### 主な属
世界に約50属が記録されている。ここでは日本で記録がある属と種を挙げた。なお和名は市毛 (2012) に従った。
- Adapsilia ハマダラハチモドキバエ属
  - A. coarctata
  - A. microcera ササキハマダラハチモドキバエ
  - A. verrucifer イボハチモドキバエ
- Campylocera コマダラハチモドキバエ属
  - C. thoracalis コマダラハチモドキバエ
- Eupyrgota オオハチモドキバエ属
  - E. flavopilosa ウスイロハチモドキバエ (オオモリハチモドキバエ)
  - E. fusca フトハチモドキバエ
  - E. luteola オオハチモドキバエ
- Parageloemyia コモンハチモドキバエ属
  - P. quadriseta スギモトコモンハチモドキバエ
- Porpomastix ミツモンハチモドキバエ属
  - P. fasciolata ミツモンハチモドキバエ